# Ezio Granelli
Ezio Granelli (Volterra, 12 febbraio 1880 – Milano, 9 dicembre 1957) è stato un imprenditore italiano.

## Biografia
Ezio Granelli nacque a Volterra e da giovane si recò a studiare a Milano dove iniziò a lavorare come rappresentante farmaceutico. Insieme al cognato Luigi Marone creò il Laboratorio Chimico Farmaceutico E. Granelli – Milano. Con i proventi di questa attività, nel 1924 acquistò la Società Anonima delle Terme di San Pellegrino, che era entrata in crisi con la morte dell'avvocato Cesare Mazzoni, il fondatore, durante la Prima guerra mondiale. Rinnovò l'impianto termale e lo stabilimento di imbottigliamento (producendo fino a 120 000 bottiglie al giorno). Le attività di questo gruppo industriale si espansero alla Fonte Bracca di Milano, alla Società Italiana per la Fabbricazione degli Alcaloidi e Chimici, alla società Terme di Abano e alla Società Chimica Cuneese. Promosse la ricerca scientifica sulle proprietà delle acque termali
Ampliò la gamma delle bevande prodotte dalla acquistando il brevetto della magnesia effervescente che commercializzò come Magnesia Sanpellegrino. 
Creò l’aranciata miscelando il succo d’arancia e lo zucchero aggiunti all’acqua minerale, durante l’edizione del 1932 della Fiera di Milano, popolarizzandola poi come Aranciata Sanpellegrino, l’Aranciata Amara e il Chinotto. Queste bevande, imbottigliate in caratteristici contenitori in vetro a forma di clavetta con la superficie ondulata che dà la sensazione di toccare la buccia d’arancia, permisero alla società Sanpellegrino di consolidare il mercato nazionale e di ampliare quello estero.
Fu membro dal 1928 e vice presidente dal 1931 al 1933 della Fiera di Milano , presidente degli Istituti Clinici di Perfezionamento. Finanziò la costruzione della casa dello studente dell'Università degli Studi di Camerino e del padiglione di clinica medica dell’Policlinico di Milano, inaugurato il 23 ottobre 1933 e intitolato al figlio Bruno scomparso tragicamente nel Lago Maggiore il 27 settembre 1930. Fu appassionato della navigazione a vela che coltivò con la goletta Croce del Sud varata dai cantieri Martinolich nel 1933. 
Fu nominato Cavaliere del Lavoro il 14 aprile 1932 e fu insignito dei titoli di Cavaliere della Legion d’onore e di Ministro plenipotenziario della Repubblica di San Marino. È sepolto nel Cimitero Monumentale di Milano.